# Christian Wallenreiter
Christian Carl Wallenreiter (* 25. Juli 1900 in Friedberg bei Augsburg; † 18. August 1980 in München) war ein deutscher Verwaltungsjurist und Rundfunkintendant.

## Werdegang
Wallenreiter studierte nach dem Abitur Jura und Volkswirtschaft. Während seines Studiums wurde er Mitglied des AGV München. Wallenreiter trat November 1933 dem NSKK bei, beantragte am 18. Juni 1937 die Aufnahme in die NSDAP und wurde rückwirkend zum 1. Mai desselben Jahres aufgenommen (Mitgliedsnummer 4.550.131). Er bekleidete diverse Beamtenstellen, wobei er als Leiter des Wohnungs- und Siedlungsamtes in Schwaben vermutlich über Zwangsarbeiter verfügte.
1960 wurde er zum Intendanten des Bayerischen Rundfunks (BR) gewählt, er blieb dies bis 1972. In dieser Eigenschaft war er zwischen 1967 und 1969 Vorsitzender der ARD. 1968 wurde auf seine Initiative hin die TR-Verlagsunion gegründet. 

## Ehrungen
- 1963: Ehrenmitglied der Akademie der Bildenden Künste München
- 1964: Bayerischer Verdienstorden
- 1971: Großes Verdienstkreuz der Bundesrepublik Deutschland
- 1972: Ehrenbürger von Friedberg
- 1973: Theodor-Heuss-Medaille
- 1977: Großes Verdienstkreuz mit Stern der Bundesrepublik Deutschland
- Ehrenmitglied der Akademie der Bildenden Künste Nürnberg
- Ehrenring des Deutschen Museums
- Ehrenplakette der Bayerischen Akademie der Schönen Künste